# Microrégion de Cataguases
La microrégion de Cataguases est l'une des sept microrégions qui subdivisent la zone de la Mata, dans l'État du Minas Gerais au Brésil.
Elle comporte 14 municipalités qui regroupaient 217 592 habitants en 2006 pour une superficie totale de 3 922 km2.

## Municipalités[1]
- Além Paraíba
- Argirita
- Cataguases
- Dona Eusébia
- Estrela Dalva
- Itamarati de Minas
- Laranjal
- Leopoldina
- Palma
- Pirapetinga
- Recreio
- Santana de Cataguases
- Santo Antônio do Aventureiro
- Volta Grande